# Epaulet-mat
En epaulet-mat er en matsætning i skak, hvor det er den tabende konges egne officerer, der på hver side af den spærrer for dens flugtmuligheder. I matbilledet ligner officererne dermed "epauletter" på kongens "skuldre". 
Hvis de spærrende officerer (som i illustrationen til højre) er tårne, kan epaulet-mat umiddelbart forekomme, fordi disse ikke er i stand til at angribe den matsættende brik og heller ikke kan sættes imellem angriberen og kongen. Er nogen af officererne derimod en dronning, løber eller springer må disse være ubevægelige ved at være bundet, for at epaulet-mat kan lade sig gøre.